# Kiss Gábor (színművész)
Kiss Gábor (Rábapordány, 1940. május 22. –) magyar színművész.

## Életpályája
1940-ben született Rábapordányban. 1961–1962 között a Veszprémi Petőfi Színház tagja volt. 1962–1964 között Miskolcon és az Állami Déryné Színházban szerepelt. 1964–1969 között a Szegedi Nemzeti Színház tagja volt. 1969-től a Honvéd Művészegyüttesben lépett fel. Vendégművészként színpadra lépett a Játékszínben és a Karinthy Színházban, illetve a Vígszínházban. Ezzel párhuzamosan vezette és működtette a KiSzínházat. 1990-ben alapítója, majd művészeti vezetője az Esztergomi Várszínháznak. 1987–1999 között a Szomszédok című sorozat szereplője volt. Évekig a József Attila Színház tagja volt. Szinkronizálással is foglalkozik.

## Filmes és televíziós szerepei
Filmes és televíziós szerepek
- 2024: A mi kis falunk (televíziós sorozat) – Kifőzdés
- 2023: Valami madarak (film) – Gyula
- 2020: Mintaapák (televíziós sorozat) – Bácsi
- 2000 Kisváros (televíziós sorozat)
  - Gázkitörés (2000) – Szarka Gábor
- 1987–1999: Szomszédok (televíziós sorozat) – Hável Imre (iskolaigazgató) - 151 epizód
- 1995: Kis Romulusz (televíziós sorozat)
- 1993: Privát kopó (televíziós sorozat)
  - Zsarolni veszélyes (1993) ... (mint Kis Gábor)
- 1992: Szatírvadászat a tölgyfaligetben (tévéfilm)
- 1990: Holnapra a világ (tévéfilm)
- 1989: Almási, avagy a másik gyilkos (tévéfilm) – Trabantos
- 1989: Randevú Budapesten (tévéfilm) – Megfigyelő (stáblistán nem szerepel)
- 1989: Labdaálmok (tévéfilm)
- 1988: Az angol királynő (tévéfilm)
- 1988: Miniszter (tévéfilm)
- 1986: A fekete kolostor (tévéfilm)
- 1985: Az évszázad esküvője – A szálloda menedzsere
- 1985: Széchenyi napjai (minisorozat)
- 1983: Capitaine X (minisorozat)
- 1983: Gyertek el a névnapomra
- 1983: Mint oldott kéve (televíziós sorozat)
  - London-Ausztrália-Párizs 1853-1855 (1983)
- 1983: A nyomozás (tévéfilm)
- 1983: Viadukt – Ügyvéd (stáblistán nem szerepel)
- 1982: Tegnapelőtt – Nyomozótiszt
- 1981: A hátvéd halála és feltámadása (tévéfilm) Gestapós
- 1981: Kopaszkutya
- 1974–1980: Megtörtént bűnügyek (televíziós sorozat) Nyomozó
  - A kiskirály (1980) ... Nyomozó
  - Iskolatársak voltak (1978) ... Nyomozó
  - A müncheni férfi (1976) ... Nyomozó
  - Száraz Martini (1974) ... Nyomozó (stáblistán nem szerepel)
- 1979: A nagyenyedi két fűzfa (tévéfilm)
- 1979: Allegro barbaro
- 1979: Magyar rapszódia
- 1979: Küszöbök (televíziós sorozat – Vallató
- 1978: BUÉK!
- 1978: Illetlenek (tévéfilm) – Mentőorvos
- 1978: Dübörgő csend
- 1977: Defekt – Nyomozó
- 1977: Apám néhány boldog éve
- 1977: Teketória
- 1976: Az ötödik pecsét
- 1976: Tükörképek
- 1975: Sztrogoff Mihály (televíziós sorozat)
- 1975: A harmadik határ (televíziós sorozat)
  - Nieznajoma z baru Bolero (1975)
- 1974: Ámokfutás – Kati fiúja
- 1974: Méz a kés hegyén (tévéfilm)
- 1974: Ki van a tojásban?
- 1973: Különös vadászat (tévéfilm)
- 1973: Plusz-mínusz egy nap – Első rab
- 1973: A magyar ugaron
- 1973: Banán és bukta (tévéfilm)
- 1971–1972: Bors (tévésorozat)
  - Ujjé a ligetben (1972)
  - A zsokékirály (1971)
- 1972: Még kér a nép – Szocialista
- 1971: Együtt (rövidfilm)
- 1971: Égi bárány – Fehérkesztyűs
- 1971: Kitörés – Gyári munkás
- 1971: Szerelem - Telefonszerelő
- 1970: Élő Klára (tévéfilm) (mint Kis Gábor)
- 1970: Mérsékelt égöv - Sofőr
- 1969: Imposztorok - Probst
- 1969: A beszélő köntös – Kecskeméti lakos (stáblistán nem szerepel)
- 1969: Hazai pálya – Gyula (stáblistán nem szerepel)
- 1968: Egri csillagok
- 1968: Az utolsó kör - Sofőr
- 1966: Fény a redőny mögött
- 1965: A kőszívű ember fiai
- 1965: Kár a benzinért - Rendőr
- 1963: Bálvány - Baksa Jozsó
- 1963: Utolsó előtti ember

## Díjai és kitüntetései
- Józsa Imre-díj (2020)[4]